# Schloss Taurup

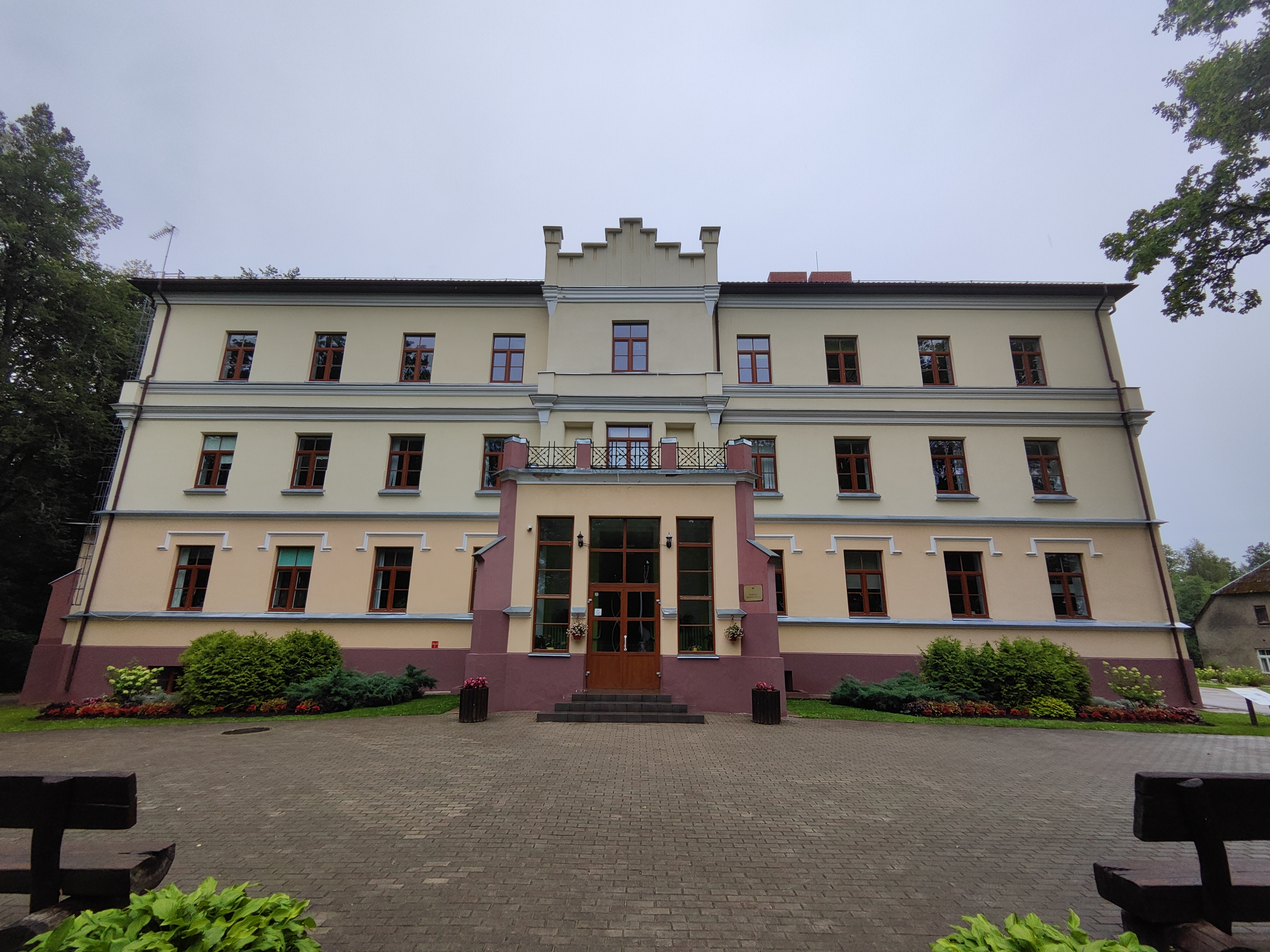
Schloss Taurup

Schloss Taurup (lettisch Taurupes muias pils) liegt in der Gemeinde Taurup/Taurupe im Bezirk Oger im nördlichen Lettland. Ursprünglich um 1724 erbaut, wurde das Schloss um 1900 im Tudorstil nach Entwürfen von Wilhelm Bockslaff für den Eigentümer Baron von Transehe umgebaut. Während der Russischen Revolution von 1905 wurde Baron von Transehe von Aufständischen erschossen und das Schloss in Brand gesetzt. Bei seiner Instandsetzung wurde auf viele vorherige architektonische Details verzichtet. Seit 1938 wird das Schlossgebäude als Schule genutzt.